# Krizantemino prijestolje
Krizantemino prijestolje (japanski 皇位|, こうい, čit. kōi, "car, carski" + "prijestolje"0 u doslovnom prijevodu na hrvatski jezik carsko prijestolje) je izraz na hrvatskom jeziku kojim se označuje prijestolje japanskog cara. Ime je dobilo prema cvijetu krizantemi koja se nalazi na japanskom grbu. Pojam se može odnositi na samo sjedište, kao prijestolje takamikura (高御座) u Shishin-denu u carskoj palači u Kyotu.
Druga prijestolja ili sjedala kojima se služi car na službenoj dužnosti, kao što su ono u tokijskoj car ili ono kojim se služi u Kokkaiju (japanskom parlamentu) pri ceremonijama u svezi s njegovim prijestolnim govorima nisu "Krizantemino prijestolje".
U metonimnom smislu, "Krizantemino prijestolje" se retorički odnosi na naslov šefa države. i na instituciju sâme japanske monarhije.